# Enrique Araújo
Enrique Araújo Álvarez (Asunción, 3 ottobre 1995) è un calciatore paraguaiano, centrocampista dell'Atyrá.